# Суонн Оберсон
Суонн Оберсон (26 липня 1986) — швейцарська плавчиня.
Учасниця Олімпійських Ігор 2008, 2012 років.